# Glypta atrata
Glypta atrata är en stekelart som beskrevs av Dasch 1988. Glypta atrata ingår i släktet Glypta och familjen brokparasitsteklar. Inga underarter finns listade i Catalogue of Life.